# Huckepackverfahren
Das Huckepackverfahren ist eine Taktik einer Kleinpartei, in Kooperation mit einer größeren Partei eine Sperrklausel zu umgehen. In der Bundesrepublik Deutschland war so trotz der Fünf-Prozent-Hürde ein Einzug in ein Parlament durch Ausnutzung der Grundmandatsklausel möglich.
Die Grundmandatsklausel war bis 2023 in § 6 Abs. 3 Satz 1 Alt. 2 BWahlG normiert. Danach konnte eine Partei, die an der Fünf-Prozent-Hürde gescheitert war, trotzdem entsprechend ihrem Zweitstimmenergebnis Abgeordnete in den Bundestag schicken, falls sie in mindestens drei Wahlkreisen das Direktmandat gewinnen konnte.
Großen Parteien war es somit möglich, in einigen Wahlkreisen auf ihre Direktkandidaten zu verzichten und eine Wahlempfehlung zugunsten einer kleinen Partei abzugeben, die die Fünf-Prozent-Hürde nicht erreichen konnte. Wenn dies in mindestens drei Wahlkreisen gelang, zog die kleine Partei in den Bundestag ein, ihre Zweitstimmen gingen also nicht „verloren“.

## Geschichte
Das Huckepackverfahren spielte in der Bundesrepublik Deutschland bei Bundestagswahlen in den Jahren 1953 und 1957 eine Rolle. So gelang es der CDU in den Jahren 1953 und 1957, die „kleine“ DP in den Bundestag einziehen zu lassen. Der SPD gelang dies 1957 mit der Föderalistischen Union nicht.